# Aradottilu, Bhadravati
Aradottilu là một làng thuộc tehsil Bhadravati, huyện Shimoga, bang Karnataka, Ấn Độ.